# 8268 Goerdeler
8268 Goerdeler este un asteroid din centura principală de asteroizi.

## Descriere
8268 Goerdeler este un asteroid din centura principală de asteroizi. A fost descoperit pe 29 septembrie 1987 la Tautenburg de Freimut Börngen. El prezintă o orbită caracterizată de o semiaxă mare de 2,76 ua, o excentricitate de 0,05 și o înclinație de 5,2° în raport cu ecliptica.